# 453 v.Chr.
Het jaar 453 v.Chr. is een jaartal volgens de christelijke jaartelling.

## Gebeurtenissen

### Italië
- Op Sicilië breekt er een conflict uit tussen de steden Segesta en Selinunte over de dominantie van de Tyrreense Zee.
- De handelsvloot van Syracuse plundert en verwoest de kuststreek van Etrurië.